# THE ONLY ONE (曲)
『THE ONLY ONE』（ジ・オンリー・ワン）は、PERSONZの22曲目のシングルで、PERSONZのデジタルシングル第2作である。ボーカリストのJILLが「人は皆、どこかアンバランスで欠けたものを持っている。それを補うために努力する姿やプロセスが大切」というメッセージを込めた楽曲である。

## 収録曲
1. THE ONLY ONE
（作詞：JILL / 作曲：渡邉貢）